# ستییو دل رینکن
ستییو دل رینکن (به اسپانیایی: Sotillo del Rincón) یک دهستان در اسپانیا است که در سریا واقع شده‌است.

## خصوصیات
ستییو دل رینکن ۶۰ کیلومترمربع مساحت و ۲۳۱ نفر جمعیت دارد.